# Louis René Édouard de Rohan
Louis René Édouard de Rohan (París, 25 de setembre de 1734 - Ettenheim, Alemanya, 7 de febrer de 1803) fou un religiós francès que arribà al cardenalat.
Estudià en el seminari de Saint-Magloire, i als vint-i-sis anys fou nomenat coadjutor del seu oncle Constance de Rohan, llavors bisbe d'Estrasburg; en aquell mateix any (1760) se'l consagrà bisbe in partibus. L'any següent fou nomenat membre de l'Acadèmia Francesa, malgrat no tenir cap mereixement científic ni literari per aquest nomenament. El 1770 fou l'encarregat de complimentar la jove delfina Maria Antonieta, quan aquesta feu la seva entrada a França per casar-se amb el futur Lluís XV, i el 1772 se'l nomenà ambaixador extraordinari a Viena.
Allà, amb la seva conducta, escandalitzà la cort de Maria Teresa, ja que Rohan era un home de món, amant dels plaers i del luxe. Al principi, l'emperadriu acollí molt favorablement el nou ambaixador, però les prodigalitats i aventures galants de Rohan, així com les intemperàncies del seu llenguatge, acabaren per disgustar-la, i manifestà el seu desig que fossin retirades les credencials, pel que Rohan fou cridat a França arran de l'adveniment de Lluís XVI al tron, tant aquest com la jove reina el reberen amb molta fredor.
Fou nomenat, successivament, almoiner major el 1777, administrador dels Tres-cents, cardenal i bisbe titular d'Estrasburg (1779). A més, restà en possessió de diversos beneficis i abadies, que li proporcionaven una fabulosa renda, malgrat la qual restava constantment ple de deutes. Va intervenir en afers poc honrats. Trobant-se d'ambaixador a Viena, un desconegut li proposà l'enviament de la correspondència diplomàtica de la cort de Viena, proposició que Rohan acceptà, i d'aquesta manera assolí posseir molts secrets i documents de gran importància.
Enganyat per alguns intrigants, arribà a creure que la reina Maria Antonieta li atorgaria els seus favors si aconseguia regalar-li un collar de diamants, que pel seu elevat preu la reina no podia comprar. En efecte, adquirí la joia, però no podent satisfer el seu import total (1.000.000 lliures), donà origen al famós Assumpte del collar, que la història ha provat que per part de la reina no hi hagué màcula de culpa, i que la cobdícia dels joiers Boehmer i Bassenge i la imprudència d'una dama intermediària (Jeanne de Valois-Saint-Rémy) pogués donar lloc al fet que Rohan aparegués en situació compromesa. Assabentat el rei d'aquest fet, ordenà l'empresonament de Rohan, i el va fer comparèixer davant el Parlament, i malgrat que en va sortir absolt (1785), perdé tot l'ascendent que tenia en la cort. Fou desterrat a l'abadia de La Chasa Dieu, i després va passar a Turena; però després de dos anys de desterrament va poder tornar a la seva diòcesi d'Estrasburg, on reformà llavors la seva vida, en harmonia al seu estat eclesiàstic.
Nomenat representant del clergat d'Haguenau (1789) als Estats Generals, no va voler votar la Constitució civil del clergat, i reclòs en la seva diòcesi reclutà tropes per a l'exèrcit reialista i acabà per unir-se amb els emigrats durant la Revolució. Quan es signà el Concordat el 1801 presentà la dimissió del seu bisbat i passà la resta del seus dies molt modestament.